# 501號皇后街綫
501皇后街線（在深夜為301皇后街線）是多倫多一條東西走向的電車路線。這條路線由多倫多公車局營運，來往西邊的長支線迴圈和東邊的奈威爾公園迴圈。路線先在湖濱大道上行駛，之後轉入皇后街中間的電車路，最後沿著皇后街行駛至奈威爾公園迴圈。